# Onias III.
Onias III. (altgriechisch Ονιας Onias), Sohn von Simon II., war im 2. Jh. v. Chr. ein Hohepriester aus der Priesterdynastie der Oniaden.

## Name
Beim Namen Ονιας Onias handelt es sich um eine gräzisierte Variante der hebräischen Wurzel  חנן ḥnn „gnädig sein“. Möglicherweise geht der Name auf יוֹחָנָן jōchānān: „der Herr ist gnädig“, oder חוֹנִיּוֹ ḥōnijjō zurück.
Da Onias der häufigste Name in der Priesterdynastie war, wurde sie nach diesem Namen „die Oniaden“ genannt.

## Leben
Onias III. war von 185–175 v. Chr. Hohepriester in Juda. Die Berichte stellen ihn als tadellos dar, jedoch war er vielen Anfeindungen ausgesetzt. An seinem Leben lassen sich die Spannungen erkennen, die im Judentum vor den Makkabäeraufständen herrschten.
Vermutlich aufgrund des Sieges der Römer über Antiochos III. bei Magnesia im Jahr 190 v. Chr. wandte er sich den Ptolemäern zu. Als der proseleukidische Tempelvorsteher Simon eine neue Marktordnung durchsetzen wollte, wehrte Onias, der beim Volk großen Einfluss genoss, sich dagegen. Daraufhin verleumdete Simon ihn bei Seleukos IV und lockte gleichzeitig die Syrer mit dem Tempelschatz. Der Kanzler Heliodor, der den Schatz holen sollte, erlitt kurz vorher einen Schwächeanfall, von dem er sich aufgrund der Fürbitte des Onias erholt habe (2 Makk 3,24–40 ). Onias reiste nun an den syrischen Hof, um sich angesichts der Denunziation des Simon zu rechtfertigen, traf jedoch erst nach dem Tod des Königs ein. Antiochos IV., der Nachfolger des Seleukos, wollte Juda befrieden und übertrug darum im Jahr 175 v. Chr. das Hohepriesteramt auf Onias' Bruder Jason. Dieser hatte dem König dafür 440 Talente Silber geboten (2 Makk 4,7–8 ).

## Tod
Über den Tod von Onias III. existieren verschiedene Überlieferungen.
Nach 2 Makk 4,30–38  wurde Onias auf Betreiben des Hohepriesters Menelaos mit Hilfe des Andronikos, einem Vertrauten des Antiochos IV., ermordet, da er scharf gegen dessen Ausraubung des Tempels protestierte. Josephus dagegen berichtet, dass Onias nach Ägypten floh und in Leontopolis einen neuen Tempel gründete.